# M'linh
M'linh là nhạc cụ tự thân vang khi lắc chúng. Nhạc cụ này là những cái chuông đồng nhỏ phổ biến trong cộng đồng dân tộc người Dao và người Mường.
M'linh làm bằng đồng đen, bụng rỗng, bên trong treo một quả lắc. Nhạc cụ này cao từ 8 đến 10 cm, đường kính từ 4 đến 6 cm; phần núm của nó có mấu để treo dây hay tra cán gỗ có phần đầu hình vuốt của con diều hâu. M'linh là nhạc cụ thường được sử dụng trong nghi lễ. Khi tiến hành lễ Cấp sắc, người Dao lắc cái chuông này theo điệu múa chuông "Lap mian M'linh" để báo cáo với tổ tiên về những người trong gia đình và dòng họ. M'linh còn được sử dụng trong lễ mừng năm mới, đặc biệt là dùng để đuổi tà ma theo quan niệm của người Mường và Dao.